# Ferocactus schwarzii
Ferocactus schwarzii – gatunek ferokaktusa pochodzący z Meksyku.

## Morfologia i biologia
Sukulent. Osiąga do 80 cm wysokości i 50 cm średnicy. Rośnie pojedynczo. Ma zielony kolor. Może mieć 13-19 żeber. Z długich, brązowoszarawych areoli wyrasta po 3-5 cierni bocznych i 1-3 środkowych. Są one żółtawobrązowe i mają do 5 cm długości. Kwiaty tego kaktusa są dzienne, złocistożółte o licznych płatkach. Kwitnie latem. Wymaga pełnego nasłonecznienia i temperatury minimalnej wynoszącej 13 °C.